# André Fugier
André Fugier, né le 28 novembre 1896 à Langres et mort le 4 août 1976 dans le 4e arrondissement de Lyon, est un historien moderniste français spécialisé dans l'étude de la Révolution et de l'Empire. Il fut professeur à la faculté des lettres de Lyon.

## Biographie
Fils d’officier, André Fugier, n'avait pas été orienté à l'origine vers une carrière de professeur ès-lettres, il visait lui aussi la carrière militaire. Il est mobilisé sur le front, pendant la Première Guerre mondiale et fut blessé, il dut être amputé d'une jambe. Il devient alors élève de Jacques Chevalier, au lycée du Parc à Lyon en Première supérieur, de 1917 à 1918. Il rentre à l'École normale supérieure, promotion 1919 avec Léon Husson, Gabriel Madinier, Henri Gouhier. Il fut adressé avec Léon Husson au père Pouget dès 1919 par Jacques Chevalier. Il est agrégé d'histoire géographie deux ans plus tard.
Appelé à enseigner à l'université d'Oviedo, puis à l'École des hautes études hispaniques de Madrid, il rassemble de 1921 à 1923 les éléments dont il nourrit ses thèses de doctorat : Napoléon et l'Espagne, 1799-1808 et La junte supérieure des Asturies et l'invasion française, 1810-1811, sa thèse complémentaire pour le doctorat présentée à la Faculté des lettres de Paris.
À partir de 1923 et pendant neuf ans il enseigne dans les lycées de Beauvais, de Troyes, de Dijon. Puis appelé en 1932 par la Faculté, il inaugura à Poitiers l’enseignement d'histoire contemporaine. En 1937 il obtient son transfert à la faculté des Lettres de Lyon, par attachement à cette ville et au proche Dauphiné où étaient solidement enracinées ses ascendants. Il donne des cours à l'École libre des sciences politiques pendant la Seconde Guerre mondiale, au sein d'une antenne de l'école ouverte à Lyon et hébergée au sein de l'université.
Il reçoit le grand prix Gobert de l'Académie française en 1957.
Il est le père d'Élisabeth Hardouin-Fugier, universitaire française, historienne des arts et des mentalités.
Il est inhumé au cimetière ancien de La Tronche (Isère).

## Publications
- Napoléon et l'Espagne, 1799-1808, Paris : F. Alcan , 1930
- La junte supérieure des Asturies et l'invasion française, 1810-1811, Paris : F. Alcan , 1930
- L'Armée française sous la Révolution, Saint-Maixent : E. M. I. C. C. , 1937
- Histoire contemporaine de l'Espagne, dans Revue Historique, Paris, 1941
- Napoléon et l'Italie, Paris : J. B. Janin, cop. 1947
- Buenos Aires et ses problèmes de croissance, Les cahiers d'outre-mer, 1949
- Mélanges d'histoire, Lyon : Faculté de Lettres , 1968
- La Guerra de las Naranjas, Badajoz : Diputación de Badajoz, 2007.
- Histoire des relations internationales Tome quatrième, La Révolution française et l'empire napoléonien par André Fugier ; publiée sous la direction de Pierre Renouvin, Paris : Hachette , 1954